# جلال الملك علي بن محمد
جلال الملك علي بن محمد بن عمار (توفي 1099م) كان قاضي طرابلس خلال الحملة الصليبية الأولى.

## السيرة الذاتية
كان جلال الملك من بنو عمار التي اشتهرت بالعلم أكثر منه بالحرب. أعلن عمه أمين الدولة أبو طالب الحسن بن عمار، بصفته قاضي طرابلس، استقلاله عن الخلافة الفاطمية عام 1070. وصل جلال الملك إلى السلطة في طرابلس بعد وفاة عمه عام 1072، بعد صراع قصير على الخلافة مع شقيقه، الذي طرده من المدينة. كان قادرًا على الحفاظ على استقلاليته غير المستقرة من خلال التوازن في العلاقات بين الفاطميين والسلاجقة. في عام 1081، استولى على جبلة من الإمبراطورية البيزنطية.
في عهد جلال الملك، جاءت الحملة الصليبية الأولى إلى بلاد الشام. بعد حصار أنطاكية، بدأ الصليبيون يشقون طريقهم إلى القدس في أوائل عام 1099. سرعان ما اقترب فريق ريمون تولوز من طرابلس. خوفا من تقدم الصليبيين، حاول التحالف معهم.
ومع ذلك، نظرًا لازدهار طرابلس والريف المحيط بها، تمنى ريمون أن يجعل من طرابلس موضوعه بدلاً من حليفه. سرعان ما بدأ حصار عرقة، بينما شجع ريمون بيليت وريموند، الفيكونت من توريني على التقاط طرطوس، التي كانت تحت حكم جلال الملك أيضًا، وهذا ما فعلوه. بينما كان حصار عرقة، الذي استمر من 14 فبراير إلى 13 مايو 1099 فاشلاً، وتم إقناع ريمون في النهاية بترك المدينة في أيدي حكام طرابلس. عندما اقترب الصليبيون من طرابلس، حاول شراء حصانته، فقدم 300 أسير مسيحي، وعوضهم بـ 15000 بيزنت و15 حصانًا. ترك الصليبيون طرابلس سليمة في 16 مايو. لم يعش جلال الملك ليشهد حصار طرابلس الطويل وخلفه شقيقه فخر الملك بن عمار.